# Juridi
Juridi est un îlot de l'atoll d'Ebon, dans les Îles Marshall. Il est situé au sud-ouest de l'atoll et est inhabité. Il borde le Epon-suidō (chenal d'Epon), le chenal principal d'accès au lagon de l'atoll.